# 东村乡 (兴国县)
东村乡，是中华人民共和国江西省赣州市兴国县下辖的一个乡镇级行政单位。

## 行政区划
东村乡下辖以下地区：
东村、坝子村、齐心村、澄江村、春江村、小洞村和东坪村。